# Eurolaul 2002
El IX Eurolaul tuvo lugar el 26 de enero de 2002 para elegir al representante de Estonia en el Festival de la Canción de Eurovisión 2002. Los presentadores fueron Marko Reikops y Karmela Eiknera.
Las canciones fueron elegidas por un jurado internacional de 8 países, con concursantes conocidos como Nikija Frenča (representante del Reino Unido en 2000), Nuša Derenda (Eslovenia 2001), Bo Halldorosons (Islandia 1995), Marlēna (Chipre 1999), Moše Daca (Israel 1991) y gente de otros países como Suecia, Alemania e Irlanda.
La elegida para representar a Estonia en el Festival de la Canción de Eurovisión 2002 fue Sahlene con la canción Runaway.

## Final
La final tuvo lugar el 26 de enero de 2002 en el Saku Suurhall y la canción ganadora fue elegida por el jurado.
| #   | Artista                                   | Canción               | Puntos | Posición |
| --- | ----------------------------------------- | --------------------- | ------ | -------- |
| 1.  | Jānika                                    | I’m Falling           | 49     | 5        |
| 2.  | Ivetta Kadakas, Ivo Linna et Veikko Lattu | Computer-love         | 14     | 10       |
| 3.  | Mārja Kivi                                | A Dream               | 38     | 7        |
| 4.  | Lea Lītmā & Jāgups Krēms                  | What if I Fell        | 31     | 9        |
| 5.  | Gerlija Padara                            | Need A Little Nothing | 60     | 3        |
| 6.  | Hatuna & Rīna Rīstopa                     | This Is               | 32     | 8        |
| 7.  | Mārja Tēkke                               | I’ll Never Forget     | 51     | 4        |
| 8.  | Nightlight Duo & Cowboys                  | Another Country Song  | 65     | 2        |
| 9.  | Sahlene                                   | Runaway               | 85     | 1        |
| 10. | Julia Hillens                             | U Can't               | 39     | 6        |